# Linum pubescens
Linum pubescens là một loài thực vật có hoa trong họ Linaceae. Loài này được Banks & Sol. mô tả khoa học đầu tiên năm 1794.

## Hình ảnh

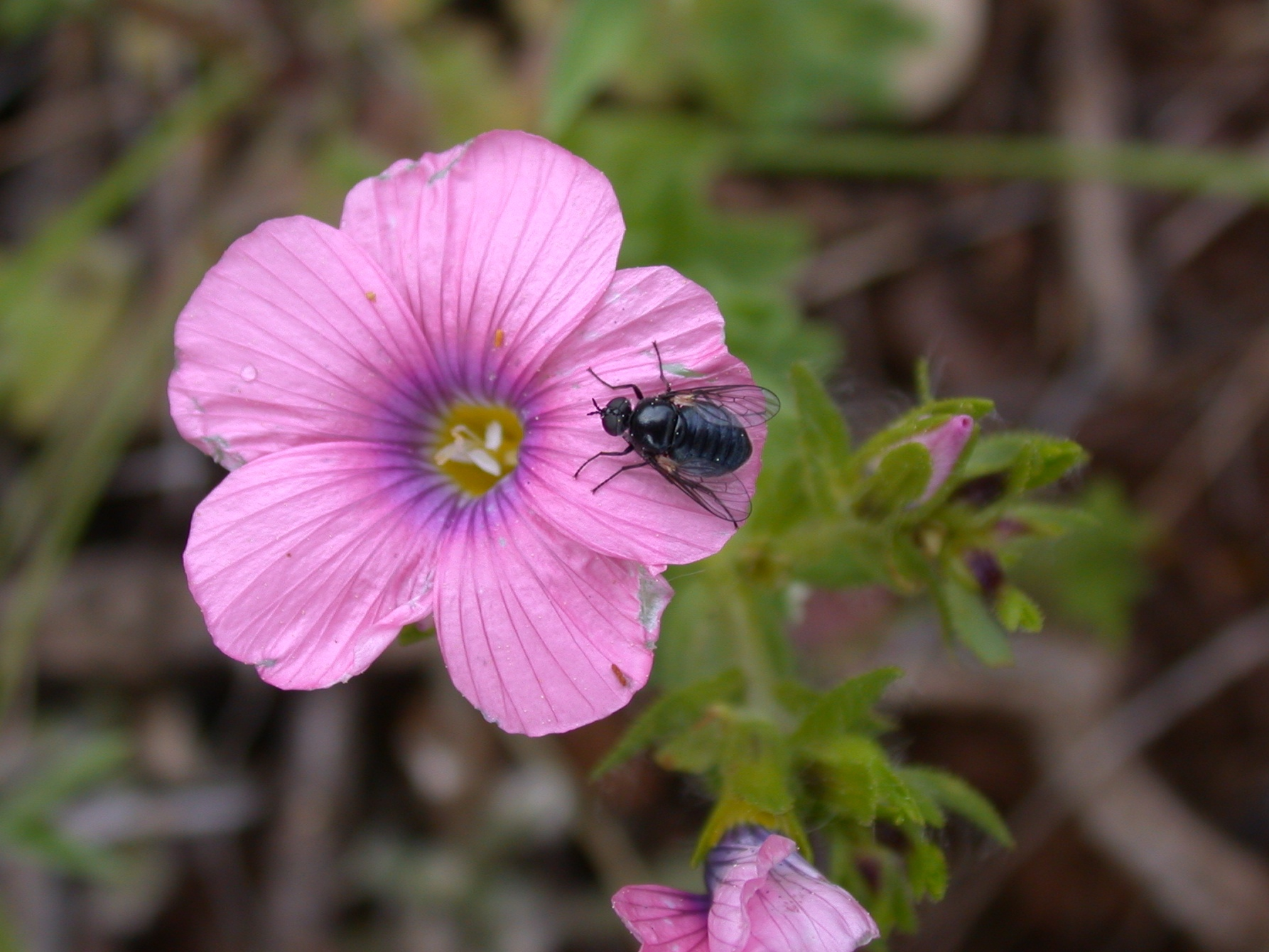
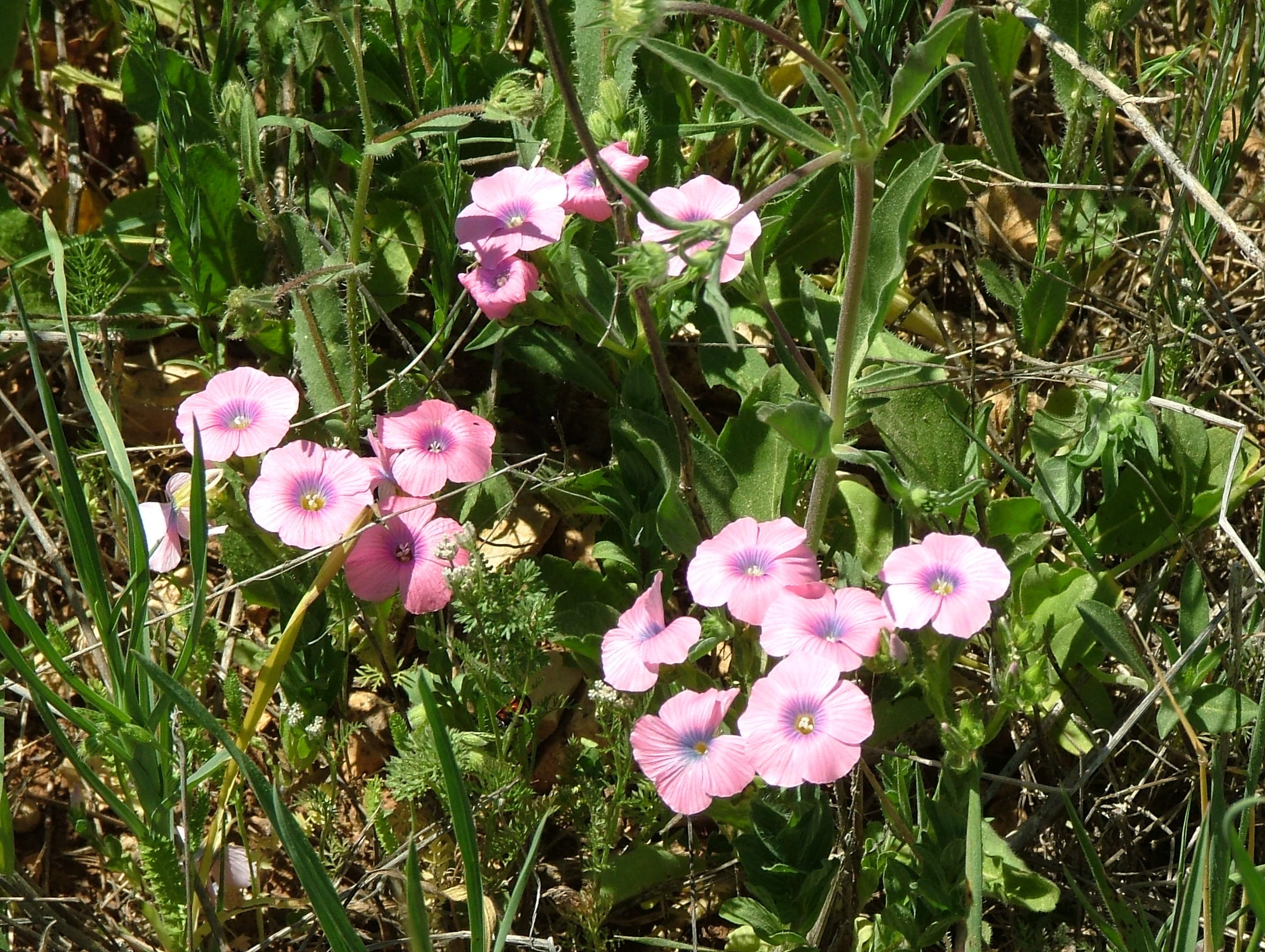
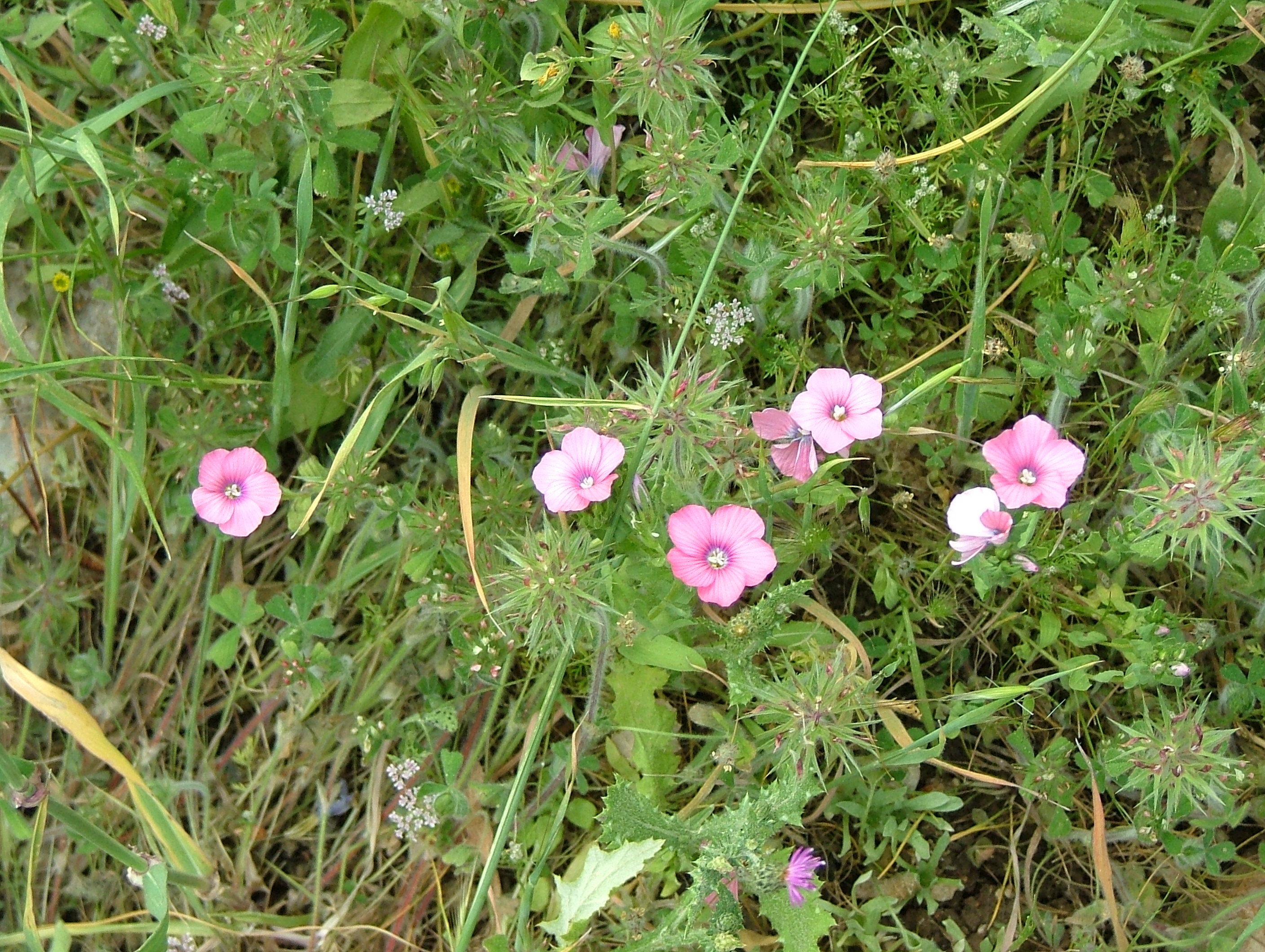
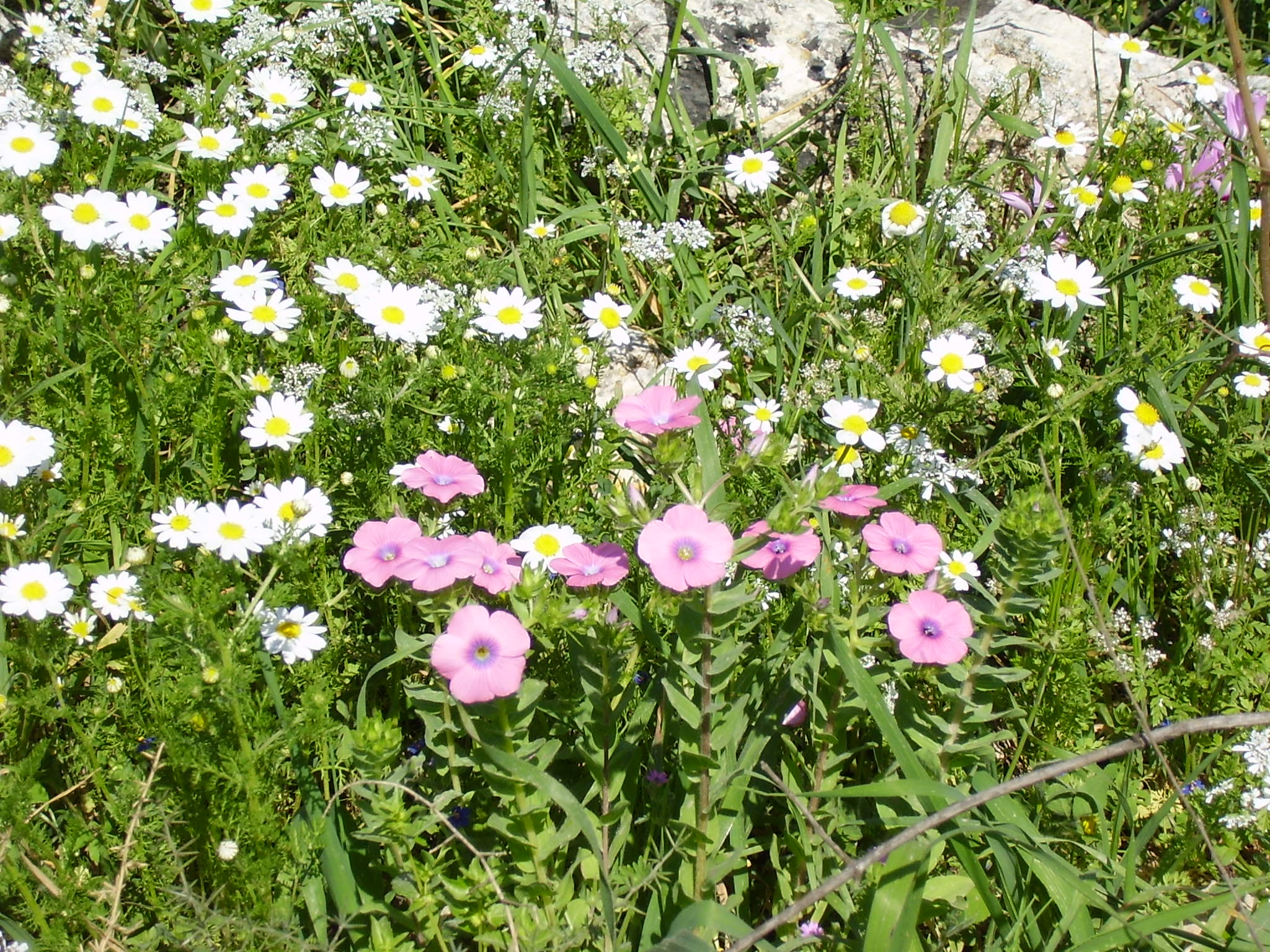